# Антоніно Галло
Антоніно Галло (італ. Antonino Gallo, нар. 5 січня 2000, Палермо) — італійський футболіст, лівий захисник клубу «Лечче».

## Клубна кар'єра
Народився 5 січня 2000 року в Палермо. Вихованець футбольної школи місцевого однойменного клубу. Влітку 2019 року перейшов до «Лечче», де півроку відіграв за молодіжну команду, після чого для здобуття ігрової практики був відданий в оренду до третьолігового «Віртус Франкавілла». 
Влітку 2020 року повернувся до «Лечче», що на той час вже понизився у класі до другого дивізіону, і поступово почав вигравати конкуренцію за місце у стартовому складі. В сезоні 2021/22 допоміг «Лечче» виграти Серію B і наступного року дебютував в іграх елітної Серії A.

## Виступи за збірну
2021 року провів одну гру у складі юнацької збірної Італії (U-20).

## Статистика виступів

### Статистика клубних виступів
Станом на 13 серпня 2022
| Сезон             | Команда              | Чемпіонат         | Чемпіонат | Чемпіонат | Національний кубок | Національний кубок | Національний кубок | Континентальні кубки | Континентальні кубки | Континентальні кубки | Інші змагання | Інші змагання | Інші змагання | Усього | Усього |
| Сезон             | Команда              | Ліга              | Ігор      | Голів     | Ліга               | Ігор               | Голів              | Ліга                 | Ігор                 | Голів                | Ліга          | Ігор          | Голів         | Ігор   | Голів  |
| ----------------- | -------------------- | ----------------- | --------- | --------- | ------------------ | ------------------ | ------------------ | -------------------- | -------------------- | -------------------- | ------------- | ------------- | ------------- | ------ | ------ |
| 2018–19           | «Палермо»            | B                 | 0         | 0         | КІ                 | 0                  | 0                  |                      | -                    | -                    |               | -             | -             | 0      | 0      |
| 2019-січ. 2020    | «Лечче»              | A                 | 0         | 0         | КІ                 | 0                  | 0                  |                      | -                    | -                    |               | -             | -             | 0      | 0      |
| січ.-черв. 2020   | «Віртус Франкавілла» | C                 | 7+1       | 0         | КІ+КІ-C            | -                  | -                  |                      | -                    | -                    |               | -             | -             | 8      | 0      |
| 2020–21           | «Лечче»              | B                 | 19+2      | 0         | КІ                 | 0                  | 0                  |                      | -                    | -                    |               | -             | -             | 21     | 0      |
| 2021–22           | «Лечче»              | B                 | 26        | 1         | КІ                 | 1                  | 0                  |                      | -                    | -                    |               | -             | -             | 27     | 1      |
| 2022–23           | «Лечче»              | A                 | 1         | 0         | КІ                 | 1                  | 0                  | -                    | -                    | -                    | -             | -             | -             | 2      | 0      |
| Усього за «Лечче» | Усього за «Лечче»    | Усього за «Лечче» | 46+2      | 1         |                    | 2                  | 0                  |                      | -                    | -                    |               | -             | -             | 50     | 1      |
| Усього за кар'єру | Усього за кар'єру    | Усього за кар'єру | 56        | 1         |                    | 2                  | 0                  |                      | -                    | -                    |               | -             | -             | 58     | 1      |